# Poste d'aiguillage et de régulation

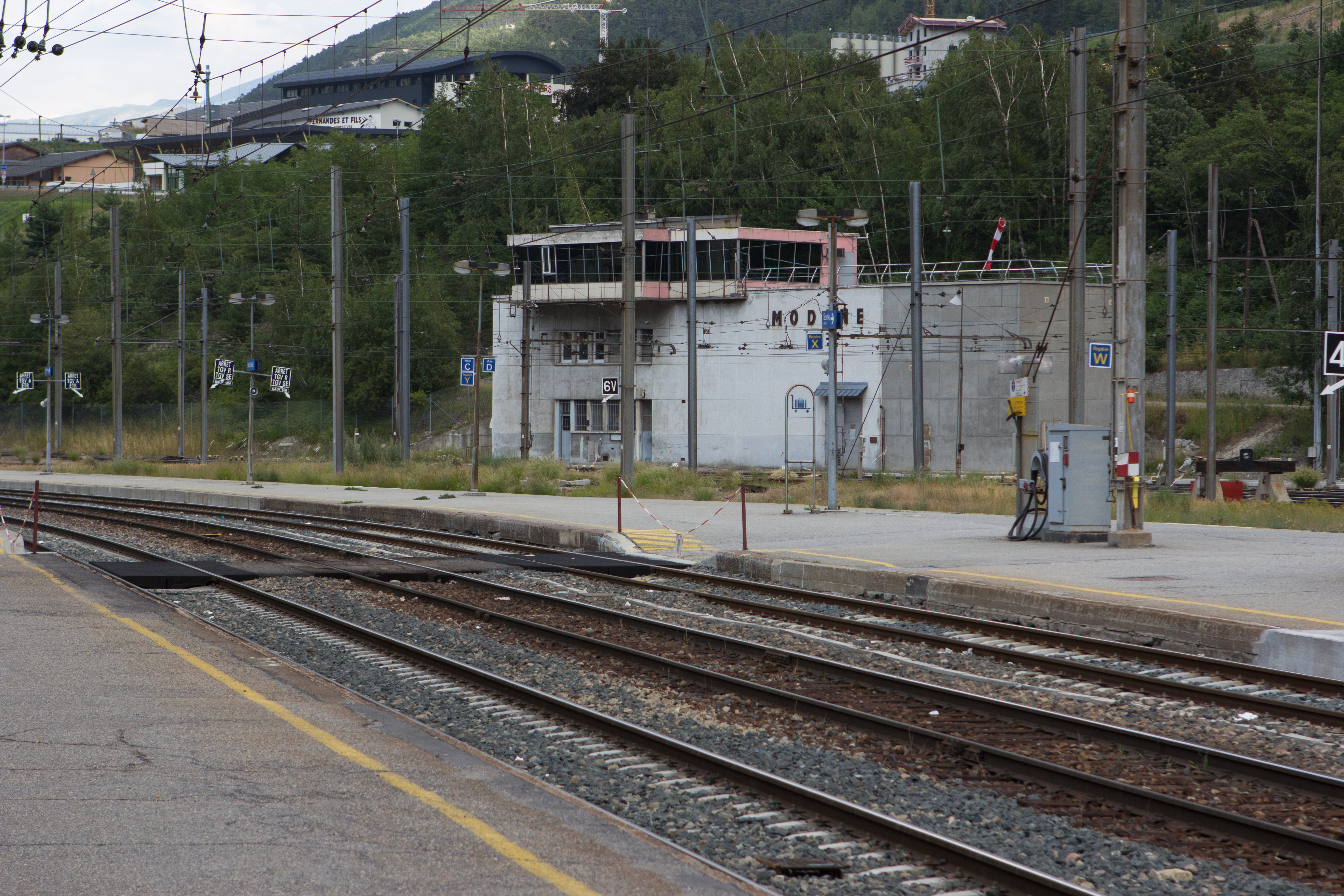
Poste d'aiguillage de la gare de Modane.

Un poste d'aiguillage et de régulation, ou PAR, permet de gérer la circulation de trains sur une ligne ou une portion de ligne.
Il remplit trois fonctions principales :
- la fonction de poste d’aiguillage ;
- la fonction de régulation de la circulation ;
- la fonction de régulation de l’énergie de traction.

Le PAR est équipé d'un tableau de contrôle optique (TCO).

## PAR en France
On trouve des PAR sur les lignes à grande vitesse (LGV) françaises, notamment :
- le PAR de Paris Sud-Est (LGV-SE)[3], qui commande 18 postes d'aiguillage tout relais à transit souple (PRS) depuis 1981, auxquels se sont ajoutés en 1994, 3 PRS et 3 postes d'aiguillage à relais à commande informatique (PRCI) relatifs à la jonction Nord-Sud ;
- le PAR de Paris-Montparnasse (LGV-A), qui commande 14 PRS depuis 1989 ;
- le PAR de Lyon (LGV-SE), qui commande 4 PRS depuis 1992 et 3 PRCI depuis 1994 ;
- le PAR de Lille (LGV-N), qui commande 26 PRCI depuis 1993.

Certaines lignes du réseau express régional d'Île-de-France (RER) en possèdent également, comme la ligne C du RER.
De même, le Poste1 CHL(Château-Landon) a géré les installations, de Paris à Rosny-sous-Bois et Le Raincy depuis la 1ère étape EOLE, sauf la traction électrique, soit 6 PRCI-MCKT et un PRS type Montereau à blocs fonctionnels,informatisé en télécommande. Le circuit 101 de régulation y a été déporté du PC de Paris-Est en gérant également, au niveau régulation les 2 PRCI-MCKT de l'avant gare et le PRS des voies à quai de la gare de l'Est.